# HD 124448
HD 124448 (V821 Centauri) は、太陽系から見てケンタウルス座の方向約5,200光年の距離にある10等星の恒星。スペクトル中に水素の吸収線スペクトルがほとんど見られず、強いヘリウムの吸収線が見られる「極端ヘリウム星」に分類され、このタイプの恒星としては史上初めて発見されたものである。変光星としてはぼうえんきょう座PV型変光星に分類される脈動変光星である。
1942年、アメリカ テキサス州オースティンにあるマクドナルド天文台でHD 124448を分光観測したアメリカの天体物理学者ダニエル・M・ポッパーは、この星のスペクトルの奇妙な特徴に気付いた。スペクトル中には水素の輝線も吸収線も存在せず、鋭く強いHe Iの吸収線と、O IIとC IIの吸収線が存在していた。1952年によく似たスペクトルを持つぼうえんきょう座PV星 (HD 168476) が発見されると、HD 124448は発見者の名前を取って Popper's star とも呼ばれるようになった。
HD 124448のような極端ヘリウム星は、単独の恒星として進化したのではなく、既に恒星の段階を終えた炭素-酸素白色矮星とヘリウム白色矮星が合体し、再びヘリウム核融合が始まったものと考えられている。